# Tabanus angustofrons
Tabanus angustofrons är en tvåvingeart som beskrevs av Wang 1985. Tabanus angustofrons ingår i släktet Tabanus och familjen bromsar. Inga underarter finns listade i Catalogue of Life.